# NGC 6491
NGC 6491 é uma galáxia espiral (Sab) localizada na direcção da constelação de Draco. Possui uma declinação de +61° 31' 55" e uma ascensão recta de 17 horas, 50 minutos e 00,6 segundos.
A galáxia NGC 6491 foi descoberta em 13 de Junho de 1885 por Lewis A. Swift.